# Liste der Monuments historiques in Haut-Bocage
Die Liste der Monuments historiques in Haut-Bocage führt die Monuments historiques in der französischen Gemeinde Haut-Bocage auf.

## Liste der Bauwerke

### Givarlais
| Bezeichnung                                      | Beschreibung         | Standort | Kennzeichnung | Schutzstatus | Datum | Bild |
| ------------------------------------------------ | -------------------- | -------- | ------------- | ------------ | ----- | ---- |
| Château de Chouvigny (Fotos in der Base Mérimée) | Schloss, erbaut 1636 | (Lage)   | PA00093394    | Inscrit      | 1990  |      |

### Maillet
| Bezeichnung     | Beschreibung              | Standort | Kennzeichnung | Schutzstatus | Datum | Bild           |
| --------------- | ------------------------- | -------- | ------------- | ------------ | ----- | -------------- |
| Kirche St-Denis | Erbaut im 12. Jahrhundert | (Lage)   | PA00093146    | Inscrit      | 1949  | weitere Bilder |